# Феодор Стратилат
Фео́дор Стратила́т (греч. Θεόδωρος ο Στρατηλάτης; ?, Евхаит — 8 февраля 319, Гераклея) — христианский святой, почитаемый в лике великомучеников. Память в Православной церкви совершается 8 (21) февраля  и 8 (21) июня шестеричным богослужением, в Католической церкви — 7 февраля. 
Святой Феодор Стратилат почитается покровителем христианского воинства.

## Жизнеописание

### Научный подход к житию

#### Жития святого
В древнерусской литературе существуют три варианта жития Феодора Стратилата, которые специалисты называют «краткое», «полное» и «славянская версия».
Эти три жития переведены с греческого языка и представляют собой житие-мартирий.
В древнерусских рукописях это произведение наиболее часто именовалось «Мучение святаго Феодора Стратилата» и начиналось со слов:

Якоже сияет солнце видящим, тако о мученицех словеса слышащим…
Краткая версия жития рассказывает о пытках, которые претерпел святой по приказу царя Ликиния.
В ней описаны события мученической кончины Феодора, при этом святой умирает на кресте, и его воскрешает Ангел.
В полной версии жития текст совпадает с краткой версией практически дословно, но после описания достоинств Феодора в этот вариант включён эпизод встречи с христианкой Евстафией и победы над чудовищным змием.
После описания этого события продолжается текст краткой версии жития с момента прихода послов, посланных Ликинием.
Эти два варианта жития являются переводом греческих оригиналов, которых тоже было два, и они также отличались упомянутым эпизодом. Эти варианты текста сохранились и хранятся в Ватиканской апостольской библиотеке (полная — № 1993, краткая — № 1245).
Первый список на славянском языке — это краткий вариант, который включён в Златоуст Ягича, датируемый началом XIV века.
Но в общей рукописной традиции намного чаще встречается полный вариант сказания, который начинается так:

Великий мученик Феодор Стратилат бе при Ликиньи цесаре…
Третья версия — это перевод греческого текста жития, которое вошло в сборник Дамаскина Студита «Сокровища» (греч. Θησαυρός) XVI века в переводе Арсения Грека.
Впервые этот перевод был опубликован в 1660 году в Москве как статья сборника «Анфологион».
Видимо, этот текст был скопирован в сборник Александра Анисимова, который назвал его «славянской версией».
Позже, в 1715 году этот труд Дамаскина Студита был полностью переведён Феодором Герасимовым Полетаевым.
В этой работе название жития выглядит так: «Мучение святаго славнаго великомученика Феодора Стратилата, преложенное на общий язык последнейшим в монасех Дамаскином иподиаконом и Студитом», который начинается словами:
Яко несть слаждшо блазей душе благочестиваго человека…
Объединение и перевод этих версий были выполнены Дмитрием Ростовским, труды которого вышли в 1689—1705 годах и были признаны наиболее удачными.
Эта книга переиздаётся раз в десятилетие, последнее переиздание было в 1998 году.

#### Сложности изучения текстов жития святого
Сам перевод греческих текстов часто приводил к смешению текстов, что являлось проблемой не только славянских переводчиков.
Проблемой стала близость святых Феодоров — Тирона и Стратилата — они оба почитались христианскими воинами, жили в одной местности в одно и то же время, победили каждый своего змия, были покровителями воинства Византийской империи.
К тому же тексты жития упомянутых святых читаются недалеко друг от друга: во-первых, празднование памяти святых в календаре располагалось недалеко, некоторые Четьи-минеи составлены так, что рассказы о святых идут друг за другом. 
Поэтому при домашнем чтении житий святых в представлении читающего (переписчика, переводчика) эти истории переплетались.
Во-вторых, во время чтения «Златоуста» эти жития читаются рядом и слушателями могут восприниматься как единое целое.
В некоторых культурах черты святых проникают друг в друга, учёные приводят пример грузинского перевода, в котором мученик один, и его имя — «Феодор Стратилон».
Змееборчество Феодора Стратилона описано по житию Феодора Стратилата, а мучения и смерть персонажа совпадают с греческим текстом жития Феодора Тирона.
Существуют тексты Златоустов, в которых Феодора Тирона именуют «Стратиот».
Также есть апокрифические тексты, в которых Тирону приписывают воинское звание стратига, что является несоответствием («Тирон» переводится как новобранец).
Дополнительную путаницу вносят народные приметы на день Фёдора Стратилата — по житию Феодора Тирона именно он, а не Феодор Стратилат поражает змея, который сторожит питьевой источник.

Научные исследования жития святого разделяют эту ошибку, академическое издание Истории русской литературы 1941 года содержит текст:

Феодор Тирон спасает от змия Евсевию, а Феодор Стратилат является спасителем своей матери— Ерёмин И. П., Скрипиль М. О. Житийная литература
Это является ошибкой, так как Тирон спасает свою мать, а Евсевия предупреждает Стратилата.
Также в научных исследованиях встречается путаница с датами памяти святых и текстами чтений в эти дни.
Тропарь, глас 4:
Воинствословием истинным, страстотерпче,

Небеснаго Царя воевода предобрый был еси, Феодоре;

Оружиями бо веры ополчился еси мудренно,

И победил еси демонов полки,

И победоносный явился еси страдалец.

Темже тя верою

Присно ублажаем
Кондак, глас 2:
Мужеством души в веру оболкийся

И глагол Божий, аки копие, в руку взем,

Врага победил еси, мучеников превелий Феодоре,

С ними Христу Богу моляся не престай о всех нас.
Величание
Величаем тя,

страстотерпче святый Феодоре,

И чтим честная страдания твоя,

яже за Христа претерпел еси.
При этом практически все византийские и древнерусские изображения святых изображают их так, что отличия между ними становятся явными.
Житийная икона Феодора Стратилата, которая хранится в Новгородском музее, изображает обоих святых.

А. И. Анисимов высказывал следующее мнение по этому вопросу:

Феодор Стратилат и Тирон никогда не сливаются в одно лицо: повторяя в иконографии почти одни и те же черты… они остаются, однако, отдельными личностями— Новгородская икона Феодора Стратилата

### События жития святого

#### Победа над змием
Согласно житию, Феодор был талантливым, храбрым и красивым юношей.
События, которые прославили Феодора, произошли в правление императора Ликиния.
В этот период происходили обширные гонения на христиан, но император, увидев, что большинство из них с радостью идут на смерть за свою веру, в первую очередь стал преследовать высокопоставленных христиан.
Феодор разделил судьбу Сорока Севастийских мучеников и других мучеников из числа окружения императора.
Феодор родился в городе Евхаит (Малая Азия) и служил в императорской армии.
Слава о его воинской доблести распространилась после того, как он убил змея, жившего недалеко от Евхаита.
По преданию, этот змей жил в провале на пустынном поле, которое находилось на север от города.
Раз в день он выбирался оттуда и в этот момент его жертвой мог стать любой зверь или человек.
Насытившись, он возвращался в своё логово.
Феодор  решил избавить город от этого чудовища и, не уведомив никого о своих намерениях, выступил против него со своим обычным вооружением.
Придя на поле, он захотел отдохнуть в траве, но  престарелая христианка Евсевия, в доме которой были погребены мощи Феодора Тирона, предостерегла его об опасности.
Феодор помолился, сел на своего коня, и вызвал змея на бой.
После того, как Змей выполз из подземного убежища, конь Феодора вскочил на него копытами и всадник поразил его.
Жители города, которые видели змеиное тело, связывали подвиг с верой Феодора и удивлялись силе христианства.
После этого он был назначен военачальником (стратилатом) в городе Гераклее, где активно проповедовал христианство.
Большая часть горожан была обращена им в христианскую веру.
Об этом доложили императору Лицинию, который послал за ним сановников, пригласивших Феодора к себе.
В ответ Феодор пригласил императора в Гераклею, пообещав устроить там пышное жертвоприношение языческим богам.
Вот часть послания Феодора к императору. Он пишет, что не может покинуть город из-за сложившейся ситуации:

…многие, оставив отечественных богов, поклоняются Христу, и почти весь город, отвратившись от богов, славит Христа, и грозит опасность, что Гераклея отступит от твоего царства…

…посему, потрудись, царь, и приди сюда сам, взяв с собою изваяния более славных богов, — сделай это по двум причинам:
1. чтобы усмирить мятежный народ;
2. чтобы восстановить древнее благочестие;

ибо когда ты сам с нами пред всем народом принесёшь им жертвы, то народ, увидев нас поклоняющимися великим богам, станет подражать нам и утвердится в отечественной вере— Перевод по Димитрий Ростовский. «Жития святых», 8 февраля
Отослав это письмо Феодор, как обычно каждый вечер молился в храме. В один из вечеров, по преданию его осветил неземной свет и послышался голос:

Дерзай, Феодор. Я с тобою.— Димитрий Ростовский. «Жития святых», 8 февраля

#### Мученическая кончина
Для этой цели в город прибыл император с восемью тысячами воинов, было привезено множество золотых и серебряных изваяний эллинских богов.
Феодор попросил взять их на ночь для личного жертвоприношения, пообещав утром следующего дня поклониться богам прилюдно.
Ночью он разбил статуи богов, а части раздал нищим.
На следующее утро императорский сотник Максентий открыл обман Феодора императору:

Он сказал:

Клянусь великими богами, царь, обманут ныне ты этим нечестивым Феодором. Ибо я вчера видел золотую голову богини Артемиды в руках одного нищего, который шёл и радовался. Я спросил: где ты её нашёл? А он мне сказал, что её дал ему Феодор Стратилат
— Димитрий Ростовский. «Жития святых», 8 февраля
Император был шокирован, а Феодор Стратилат пояснил свои поступки верой в Христа и неверием в языческих богов.
В процессе диалога Феодор доказывал Ликинию правоту своей веры и неправоту верований императора.
Император был оскорблён и велел казнить непокорного военачальника.
После этого святого подвергли многодневным пыткам, он был высечен, его жгли огнём и рвали железными когтями.
Затем Феодора заточили в темницу и морили голодом в течение пяти дней, потом ослепили и распяли.
Согласно преданию, благодаря Божьему заступлению ночью к Феодору пришёл Ангел и воин стал невредим.

Ликиний, думая, что мученик скончался, оставил его висящим на кресте. Но вот, в первую ночную стражу, Ангел Господень снял святого мученика с креста и сотворил его целым и здравым, каким он был и прежде…
— Димитрий Ростовский. «Жития святых», 8 февраля
В результате этого чуда весь город уверовал во Христа и жители пытались заступиться за своего стратилата.
Стратилат проповедью прекратил междоусобицу, по преданию он освобождал заключённых, исцелял больных.
После этого Феодор отдал последние распоряжения по разным вопросам, в том числе и по поводу места своего захоронения.
После дополнительной молитвы он добровольно пошёл на казнь.
Он был усечён мечом 8 февраля 319 года. Его тело, согласно последней воле, было погребено в его родном городе Евхаите, куда его перенесли 8 июня.
Жизнеописание Феодора Стратилата было записано его слугой и писцом Уаром, который был очевидцем событий и исполнителем его последней воли.

## Упоминание о святом
Существуют предания о чудесах, связанных с Феодором Стратилатом.
При захвате Сирии сарацинамиВ храме Феодора Стратилата, который был расположен недалеко от Дамаска в местечке Карсата произошли события, о которых упоминали Анастасий Синаит, патриарх Антиохийский и Иоанн Дамаскин, жившие в VII — VIII веках. Когда местность была захвачена, храм был разорён и впоследствии подвергся осквернению, в нём поселились сарацины. В какой-то момент один из них выстрелил из лука в изображение святого Феодора Стратилата, написанное на стене церкви красками. Стрела попала в правое плечо святого и, по преданию, по стене потекла кровь. Те, кто жили в здании, удивились этому факту, но не покинули здания церкви. Через некоторое время все, жившие в церкви, скончались, а это было около двадцати семей. Причины болезни остались невыясненными, при этом жители окружающих домов были живы и здоровы.
В последнем сражении Русско-византийской войны 970—971 годовпо утверждениям «Повести временных лет» святой помог грекам в сражении июля 971 года — при существенном численном перевесе руссов битва закончилась безрезультатно, а Святослав Игоревич был ранен. Лев Диакон сообщает, что «Впоследствии распространилось твёрдое убеждение, что это был великомученик Феодор, которого государь молил и за себя, и за всё войско быть соратником, покровителем и спасителем в битвах».

## Иконография Феодора Стратилата
Феодор Стратилат изображается в пластинчатом доспехе, чаще всего в правой руке он держит копьё, которое изображается вертикально (в отличие от Феодора Тирона, копьё которого располагают по диагонали рисунка).
Также на иконах часто изображают щит (в основном — круглый), русские иконописцы позже стали писать щит времён Дмитрия Донского.
Кроме этого, встречаются иконы, на которых Феодор Стратилат держит крест.
Значительно реже встречаются иконы, на которых в руках святого изображён меч.
Значительно реже встречаются иконы, на которых Феодор изображён восседающим на коне.
В основном это восточная традиция, в ней существуют некоторые особенности иконописи — на коне Феодора изображается маленький сарацин, также как и на иконах Георгия Победоносца.
Этот сарацин является воплощением тех арабов, которые заодно со святым.
Масть лошади под святым Феодором на коптских иконах изображается белым, иногда — буланым или соловым.
Феодор Стратилат и БогоматерьЭтот сюжет имеет место в католической традиции. В православии встречается сюжет святого с Фёдоровской иконой.
Феодор Стратилат и Феодор ТиронСуществует большое количество икон, на которых изображены эти святые. По преданию, они оба происходили из одной и той же местности. Оба они были воинами, но занимали разные должности: слово «Стратилат» переводится как военачальник, а «Тирон» значит новобранец. Такая распространённость икон связана с тем, что во времена Византийской империи этим святым поклонялись как олицетворению христианского начала в военной мощи империи. К тому же они считались заступниками христианского населения страны.
Феодоры также были связаны с Георгием Победоносцем. Эта связь прослеживается по преданиям византийской эпохи.
Феодор Стратилат и великомученица ИринаРаспространение этих икон связано с тем, что эти мученики являлись тезоименитыми святыми царя Феодора Иоанновича и царицы Ирины Феодоровны Годуновой, венчание которых состоялось в 1580 году. В течение последующих двенадцати лет после свадьбы у них не было детей, что являло серьёзную проблему для царской фамилии. По всей России были построены многочисленные церкви в честь святых Феодора и Ирины, а также открыты приделы в храмах. Из-за того, что в короткое время было написано большое количество икон, они связаны между собой техникой исполнения и перекликаются со светской техникой того периода.
Житийные иконыВо второй половине XVI века получили распространение житийные иконы святого Феодора, бывшего патрональным святым царя Фёдора Ивановича. В качестве художественных памятников исследователи выделяют пять таких икон:
1. Храмовая икона Феодоровского собора Феодоровского монастыря.
2. Храмовая икона церкви Феодора Стратилата на Ручью второй четверти XVI века.
3. Икона из Кальбенштайнберга
4. Псковская или новгородская икона неизвестного происхождения третьей четверти XVI века, хранящаяся в Государственном Русском Музее
5. Храмовая икона Фёдоровского придела церкви Иоанна Лествичника Кирилло-Белозерского монастыря, выполненная около 1572 года.

Считается, что для икон, которые находятся в Русском музее (№ 4, 5) прообразом стала икона Феодоровского монастыря.

## Память о Феодоре Стратилате
Существует улицы, населённые пункты, которые носят имя святого.
Особое почитание святого Феодора в городе Костроме, которая была восстановлена в 1239 году Ярославом Всеволодовичем.
Тогда он поставил в центре города деревянную церковь Феодора Стратилата.
Есть определённое количество монастырей и церквей, которые поставлены в честь Феодора Стратилата, также есть церкви, в которых хранится частица мощей святого.
В 2010 году Патриарх Кирилл установил Феодора небесным покровителем Федеральной службы судебных приставов, добровольно помогающей восстановлению Феодоровского монастыря в Переяславле-Залесском.